# فولداتال
فولداتال (به آلمانی: Fuldatal) یک شهر در آلمان است که در کسل واقع شده‌است. فولداتال ۱۲٬۰۳۵ نفر جمعیت دارد.